# Fregaty rakietowe typu De Zeven Provinciën
Fregaty rakietowe typu De Zeven Provinciën – holenderskie fregaty rakietowe, w służbie Koninklijke Marine od 2002, zbudowano 4 okręty, ich głównym zadaniem jest obrona przeciwlotnicza i dowodzenie. Okręty pełnią podobną role jak niemieckie fregaty typu Sachsen. W służbie holenderskiej nazywane także LCF (Luchtverdedigings- en commandofregat).

## Historia
Nowe fregaty De Zeven Provinciën zastąpiły w służbie 2 okręty typu Tromp i 6 typu Karel Doorman. Okręty zbudowano z wykorzystaniem właściwości stealth, czyli o zmniejszonym odbiciu radarowym. Większość wyposażenia dostarczył Thales Nederland, należy do nich m.in. uniwersalny radar dozoru dalekiego zasięgu SMART-L, radar kierowania ogniem z aktywnym skanowaniem fazowym APAR, system nadzoru i śledzenia celów w podczerwieni Thales Sirius IRST, głowice optoelektroniczne Mirador, czy system walki radioelektronicznej Thomson Racal Sabre. Koszt jednostkowy okrętów tej serii wyniósł 600 milionów euro lub 816 milionów USD.

## Operacje antypirackie

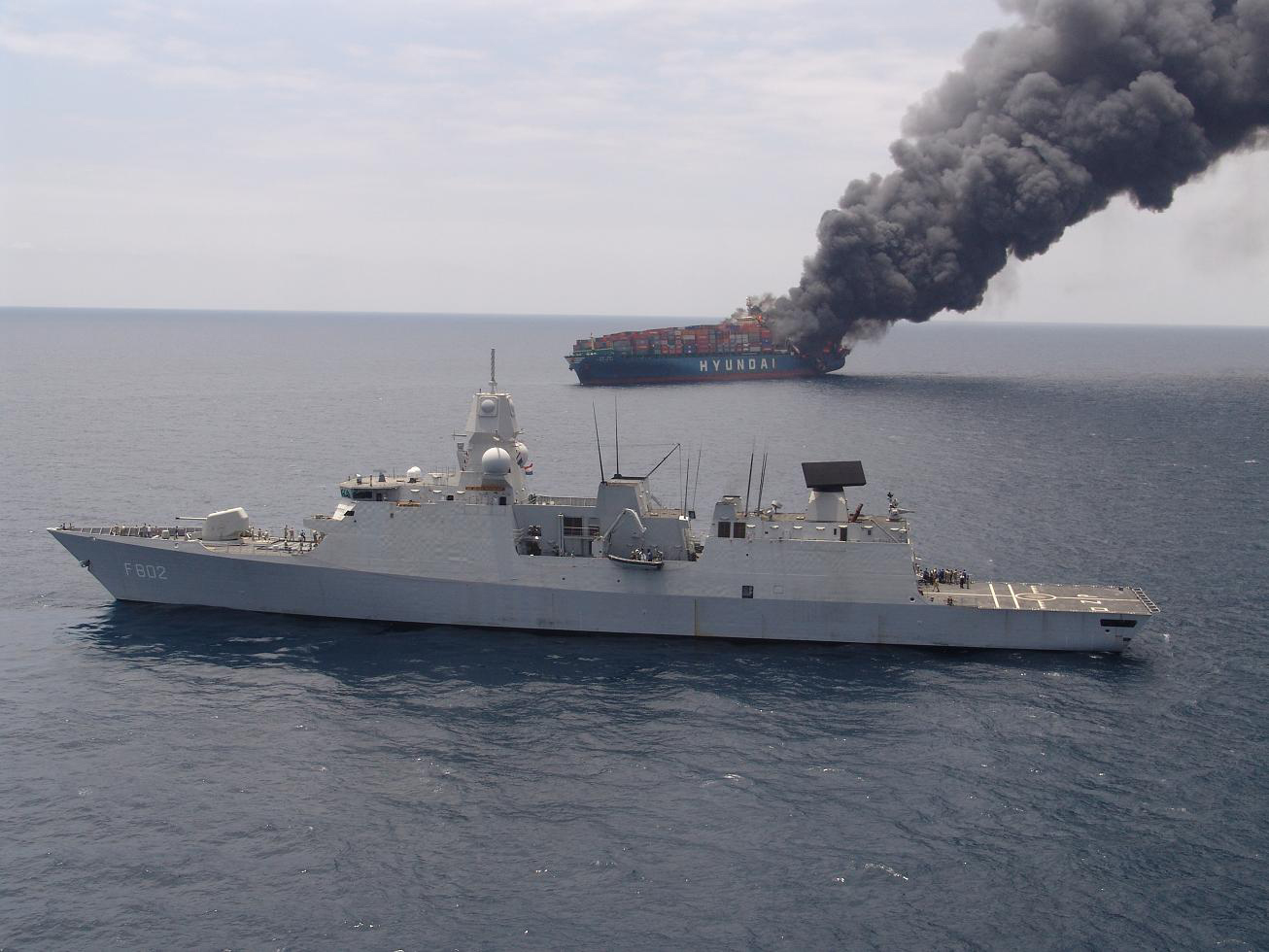
"De Zeven Provinciën" (F802)

Okręty typu De Zeven Provinciën brały udział w działaniach antypirackich u wybrzeży Półwyspu Somalijskiego, odnosząc liczne sukcesy. W grudniu 2009 Zr.Ms. „Evertsen” aresztował piratów, którzy napadli na statek handlowy BBC Togo. 14 marca Zr.Ms. „Tromp” zatopił piracką łódź usiłującą zająć MV Lubeck, w kwietniu 2010 komandosi odbili z rąk piratów kontenerowiec MV Taipan, abordażując się ze śmigłowca Lynx. Na początku 2013 roku w operacji brał udział Zr.Ms. „De Ruyter”, po raz pierwszy z użyciem śmigłowca NHI NH90.

## Wojna domowa w Libii
W lutym 2011 po wybuchu krwawych protestów w Libii, Zr.Ms. „Tromp” skierowano nad zatokę Wielka Syrta w celu ewakuacji holenderskich obywateli. Podczas próby wywiezienia Holendra i Szwedki z okolic miasta Syrta wojska wierne Mu’ammarowi al-Kaddafiemu pojmały holenderski śmigłowiec Lynx wraz z trzyosobową załogą, którą później zwolniono, śmigłowiec zwrócono po zakończeniu wojny.

## Zbudowane okręty
| Znak taktyczny | Nazwa               | Położenie stępki | Wodowanie        | Wejście do służby |
| -------------- | ------------------- | ---------------- | ---------------- | ----------------- |
| F802           | De Zeven Provinciën | 1 września 1998  | 8 kwietnia 2000  | 26 kwietnia 2002  |
| F803           | Tromp               | 3 września 1999  | 7 kwietnia 2001  | 14 marca 2003     |
| F804           | De Ruyter           | 1 września 2000  | 13 kwietnia 2002 | 22 kwietnia 2004  |
| F805           | Evertsen            | 3 września 2001  | 19 kwietnia 2003 | 10 czerwca 2005   |